# Asunta
Asunta (El caso Asunta) è una miniserie thriller spagnola del 2024, basata sull'omicidio di Asunta Basterra.

## Trama

### Episodio 1,21 settembre
Rosario Porto e Alfonso Basterra vengono intervistati in compagnia della figlia adottiva Asunta, per parlare del processo di adozione in Cina. Anni dopo, la coppia, ora separata, va alla stazione di polizia per denunciare la scomparsa della figlia. Due uomini scoprono il cadavere di una bambina cinese sul ciglio di una strada di campagna. Il giudice si presenta alla rimozione del cadavere, andando sulla scena del crimine senza indossare la tuta isolante bianca; vicino al corpo è rinvenuta della corda arancione. La Guardia Civil Ríos decide di visitare la casa di campagna di Rosario e lì scopre in un bidone della spazzatura delle corde arancioni come quelle trovate accanto al cadavere. Alla cremazione della figlia, Rosario e Alfonso iniziano a scattare fotografie. Un filmato di una telecamera di sicurezza di una stazione di servizio mostra che Rosario non aveva lasciato Asunta a casa come aveva detto alla polizia, pertanto Rosario viene arrestata subito dopo la cerimonia della cremazione.

### Episodio 2,24 settembre
Nove mesi prima dell'omicidio, Alfonso legge le e-mail sul computer della moglie e scopre che lo tradisce, evento che porterà a una discussione e alla separazione dei due. Qualche tempo dopo, un'insegnante di musica di Asunta nota che la bambina si presenta a lezione insonnolita. 
Rosario va in prigione. Il giudice Malvar ha problemi con il padre, che soffre di Alzheimer. Al funerale di Asunta, Alfonso Basterra è provato emotivamente, sapendo di essere un sospettato. In cella, Rosario ha un attacco di ansia e viene portata all'esterno per prendere un po' d'aria fresca, dove si apre alla Guardia Civil Cruces e le parla del suo amante, Vicente. Cruces le racconta delle immagini della telecamera che contraddicono la sua versione, al che Rosario cambia immediatamente la sua storia.  Malvar riceve referti tossicologici che indicano che Asunta era pesantemente drogata al momento in cui è morta per asfissia. Ríos e Cruces perquisiscono i negozi di ferramenta alla ricerca di corde arancioni come quelle trovate sulla scena del delitto. La Guardia Civil interroga Vicente, che nega ogni coinvolgimento. Un vicino di casa di Rosario afferma alla Guardia Civil che, la notte del ritrovamento del corpo, è passato in quella zona e non ha visto nulla. Alfonso viene molestato dai giornalisti e, durante una perquisizione della casa di campagna, reagisce con violenza quando Malvar prende in mano una foto di Asunta. Malvar lo provoca e Alfonso viene arrestato

### Episodio 3,26 settembre
Dopo il divorzio, Alfonso va a Bilbao per chiedere aiuto alla sua famiglia. Rosario è in vacanza con Vicente, il quale però la lascia in quanto rifiuta di impegnarsi seriamente, causandole una crisi.
Gli appartamenti di Rosario e Alfonso vengono perquisiti, mentre la coppia riceve minacce da vicini e sconosciuti. Il pubblico ministero discute con Malvar per ordinare la custodia cautelare di Alfonso. Le conversazioni tra Rosario e Alfonso nelle celle vengono registrate.

### Episodio 4,28 settembre
Il nuovo avvocato di Rosario scopre che un uomo ha cercato di uccidere Asunta la notte del 4 luglio a casa della donna, ma lei non lo ha denunciato alla polizia. Le tracce di DNA trovate sulla maglietta indossata da Asunta indicano Carlos Murillo, un guatemalteco residente a Madrid, ma lui ha un solido alibi e la presenza del suo DNA sull'abito di Asunta sembra essere dovuto a un errore inspiegabile del laboratorio centrale della Guardia Civil.

### Episodio 5,24 ore
L'agente Ríos verifica che una donna sia in grado di trascinare un sacco del peso di Asunta; lui e il giudice Malvar presentano due versioni diverse di quello che potrebbe essere successo.
Secondo Ríos, Rosario ha avuto una discussione con Alfonso, che le ha detto che non potrà mai liberarsi di lui perché aveva bisogno che si prendesse cura di Asunta; Rosario poi ha preparato una dose eccessiva di lorazepam sciolta in un bicchiere di succo d'arancia, che ha dato ad Asunta quando le ha chiesto qualcosa da bere. Dopodiché, l'ha portata al cottage, asfissiata con un cuscino e abbandonato il corpo sul ciglio della strada. Quando ha detto ad Alfonso della sparizione della bambina, lui avrebbe deciso di aiutarla a insabbiare il suo coinvolgimento.
Per la versione di Malvar, la decisione di uccidere Asunta è stata di Alfonso, assecondato passivamente da Rosario. Alfonso si sarebbe nascosto nell'auto per non essere ripreso dalle telecamere e la coppia avrebbe ucciso insieme la figlia.
Per corroborare la visione del giudice, viene chiamata a testimoniare Laura, una compagna di classe quindicenne di Asunta, che afferma di aver visto Alfonso e Asunta camminare per strada il pomeriggio dell'omicidio.

### Episodio 6,Il processo
L'agente Ríos fa notare che una delle telecamere mostra che Laura era effettivamente in quella zona quel pomeriggio, ma non avrebbe potuto vedere Asunta, perché l'orario della registrazione è successivo al momento in cui Asunta si era allontanata con la madre. Il giudice Malvar ritiene che si tratta di un intervallo di tempo soggetto a interpretazione. Si fa fatica a trovare una giuria per il processo, dal momento che gran parte della popolazione è a conoscenza della storia attraverso i programmi televisivi e la stampa. Al processo vengono discussi in particolare le corde arancioni e l'affidabilità della testimonianza di Laura. Uno dei giurati ha dubbi sulla colpevolezza di Alfonso Basterra, ma gli altri giurati gli ricordano le conversazioni registrate nelle celle tra i genitori. La stampa aveva diffuso una frase detta da Alfonso: "Non hai avuto il tempo di farlo, vero?", la quale convince il giurato tentennante che deve votare per la colpevolezza di Basterra. Entrambi i genitori vengono condannati a diciotto anni di prigione. Una didascalia finale rivela che Rosario morirà suicida in carcere.

## Produzione
La serie è una produzione Bambú Producciones creata da Ramón Campos, Gema R. Neira, Jon de la Cuesta e David Orea Arribas. Carlos Sedes e Jacobo Martínez hanno diretto tutti e sei gli episodi. Le location delle riprese includevano Santiago di Compostela e Vigo. Molti tecnici del team di produzione provenivano dalla Galizia e avevano precedentemente lavorato alla serie Fariña. Il team di produzione si è rifiutato di girare nell'appartamento di Asunta o nella casa di campagna dove è stata uccisa.
Javier Gutiérrez è stato il primo attore noto a unirsi al progetto. Candela Peña era stata chiamata per interpretare il ruolo di un'agente, ma chiese di fare un provino come Rosario Porto e riuscì a convincere i produttori. Lavorò con due coach per migliorare il suo accento galiziano.

## Sviluppo e temi
Dopo la messa in onda del documentario "Il caso Asunta (Operazione Ninfea)", il produttore della serie Ramón Campos ricevette molte nuove testimonianze di persone che non avevano voluto parlare prima perché temevano che il documentario potesse scadere nel giornalismo scandalistico. I nuovi testimoni non vollero apparire personalmente davanti alla telecamera, pertanto Campos decise di realizzare una serie romanzata. 
Campos affermò di non essere interessato a parlare del crimine fine a sé stesso, ma piuttosto usarlo per riflettere sulla società. Uno dei temi affrontati nella serie è la genitorialità, mostrata sotto diversi aspetti nei personaggi comprimari.
Nella miniserie si parla anche della pericolosità dei media, la relazione poco chiara tra stampa e giustizia e il diritto a un giusto processo. A parere di Campos, Rosario e Alfonso "non hanno avuto la possibilità di difendersi" dall'attacco massacrante dei media. Tristán Ulloa disse che Alfonso Basterra arrivò al processo considerato da tutti un pedofilo, sebbene non ci fossero prove per dimostrarlo, e che i genitori entrarono in aula già condannati a causa dell'intenso processo mediatico.

## Distribuzione
La serie è stata pubblicata su Netflix il 26 aprile 2024.

## Accoglienza
Raquel Hernández Luján di HobbyConsolas ha valutato la serie con 80 punti ('molto buono'), evidenziando la performance "agghiacciante" di Candela Peña come la parte migliore della serie. 
Álvaro De Luna di Esquire ha citato le performance del cast come l'elemento veramente notevole della serie, tra cui quelle di Peña, Ulloa, Gutiérrez e Borrachero. 
Álvaro Onieva di Fotogramas ha valutato la serie con 7 punti su 10.